# ぼくの地球を守って
『ぼくの地球を守って』（ぼくのちきゅうをまもって）は、日渡早紀作の漫画作品で、1986年末から1994年にかけて「花とゆめ」で連載された。通称は「ぼく地球」。

## 概要
花とゆめコミックスでは全21巻、白泉社文庫では全12巻で単行本化され、2004年5月からジェッツコミックスで愛蔵版 全10巻が発刊されている。『記憶鮮明』シリーズのいくつかと背景世界や登場人物を共有しているが、話は直接繋がってはいない。2022年5月時点で累計売り上げは1300万部を記録している。
現代日本に転生した異星人としての前世の記憶を持つ7人の男女を中心とするSF漫画。当時流行した『男女7人夏物語』のようなトレンディドラマに、転生という要素を加えたストーリーで、「男女7人月物語」と呼ばれた。ストーリーは現代日本と、彼らが思いだす前世の出来事を行き来しながら進む。主人公は、植物の声が聞こえる内気な女子高生・亜梨子で、前世と同じく植物に働きかける不思議な歌声を持つ。主人公を慕う超能力少年・輪が引き起こす事件、前世から続く複雑な人間関係や時を越えた恋愛が描かれた。徐々に明かされる前世の記憶の中で、前世の彼らの故郷シア星系は戦争で滅亡しており、その後彼らも月基地で伝染病で全員死亡したことが明らかになる。シア星系は、動植物と交感する巫女のような存在キチェ＝サージャリアンによって、自然破壊から自然保護に方向転換したという歴史があり、亜梨子の前世はこのキチェ＝サージャリアンである。連載されたのは20世紀末であり、戦争や自然破壊という人類の愚行による破滅の恐怖も大きなテーマとなっている。彼ら一部は前世に由来する超能力を持っており、地球の超能力者を巻き込んだ超能力バトルも描かれた。作中には、ロベルト・シューマンの「流浪の民」が繰り返し登場する。
作者は前作「アクマくん 魔法★BITTER」で疲れ果てており、次は「好きなものを全部ぶっ込んだ」自分にとって癒しになる作品にしようと思ったが、おもしろくしようとするうちに怖い作品になってしまったと述べている。まず怖い子供を描きたいと思い、「子供がひどいことをしても許されるためには、前世が悪いことにしちゃえばいいんじゃ？」と考え、前世の設定が深まっていったという。輪の前世は戦災孤児であり、現世で引き起こす事件には人間社会への深い絶望と、前世の凄惨な死をもたらした者たちへの復讐がある。主人公の亜梨子は、そんな輪を救済する存在として作られた。二人は前世では同世代で婚約していたが、死亡したタイミングがずれたため、現世では女子高生と小学生の少年になっており、年齢差の大きい恋愛物語となっている。
1993年から1995年にかけて、Production I.Gが製作したOVAが発売された。1996年にOVAの英語版がPlease Save My Earthのタイトルでビズメディアから発売された。2003年に漫画の英語版がビズメディアから刊行された。2003年11月から2015年1月まで『別冊花とゆめ』にて、続編の『ボクを包む月の光』が連載され、2015年には『ボクを包む月の光』の続編である『ぼくは地球と歌う』の連載が始まった。
2016年12月26日発売の『別冊花とゆめ』2017年2月号（白泉社）には、本作の連載30周年を記念した小冊子「『ぼく地球』30th Anniversary BOOK」が付録となった。
2021年4月1日に開始された「春の都市緑化推進運動」の普及啓発ポスターに本作の木蓮のイラストが採用。木蓮の設定が運動の理念と合致し、本作が不朽の名作であることが採用の理由となった。同年10月1日から公共施設に掲示された「都市緑化月間」の啓発ポスターにも、本作のイラストが採用。こちらのポスターにも木蓮が描かれている。
2022年1月に日渡の画業40周年を記念して、東京タワーにて本作のスタンプラリーイベントを開催。

## 前世ブームとの関係
本作は、70年代に始まったオカルトブームの影響下にある、「前世」や「転生」をモチーフにした一連の作品のひとつである。主人公たちがオカルト雑誌への投稿をきっかけに前世の仲間と再会するエピソードがあり（のちに戦士症候群と呼ばれる前世の仲間探しブームでの、オカルト雑誌の投稿欄からきている）、真似をする読者が続出し、作者が「この作品はフィクションです！」という声明を出した。一部の少年少女に熱狂的に支持された作品で、前世の仲間探しブームへの影響も大きく。宗教学者で京都府立大学文学部准教授の川瀬貴也は、当時の霊性的な観念が同時代的に表れた作品で、全国の少女を「前世教徒」にしてしまった、と評している。漫画の世界だけでなくオカルト（スピリチュアル）の世界でも大ヒットし、同作によってさらに前世の仲間探しブームが盛り上がった。

## あらすじ
1991年、東京の高校に転入してきた坂口 亜梨子は、クラスメイトの小椋 迅八と錦織 一成が交わす妖しい会話を立ち聞きしたのをキッカケに、2人が共有しているという夢“ムーン・ドリーム”の話を聞くことになる。ムーン・ドリームの中での2人はそれぞれ全くの別人、異星人の科学者であり、迅八は玉蘭、一成は槐という女性で、他の5人の仲間と共に“Z=KK101”と呼ぶ月にある異星人の施設“月基地”から地球を見守って暮らしているのだという。
その後、何かと亜梨子に絡んでくる隣家の7歳の少年小林 輪を預かった折に、亜梨子は誤って彼をベランダから転落させてしまう。輪は奇跡的に軽傷で済んだが、意識不明となり、亜梨子は回復を必死に願う。その祈りは強いテレパスとなり、輪は前世の記憶と超能力-“サーチェス・パワー”に覚醒。元気になった輪は「愛する亜梨子と婚約したい」と突拍子もない我儘を言って周囲を困らせる一方、裏では“Sくん”を名乗り、土建屋（ヤクザ）の息子松平 タカシを脅してタカシの親が施工する“東京タワー”改修工事にあるシステムを組み込ませようと強請るなど、深夜を中心に怪しい行動を人知れず繰り返すようになる。
その頃、亜梨子は、自身が金髪の美女木蓮で、褐色の肌の青年紫苑と地球が見える部屋で仲睦まじく会話する夢を見る。短い夢ながら迅八と一成のムーン・ドリームとの共通点を見出した亜梨子は、夢の2人の詳細な似顔絵と共に迅八達に話したところ、間違いなく同じ夢だという結論に達する。ならば他の仲間、繻子蘭、柊、秋海棠、紫苑も現世に存在するのではないかと考えた3人は、残る仲間を探している旨をオカルト雑誌の読者連絡欄に投稿。程なく柊-土橋 大介と繻子蘭-国生 桜の夢を見る男女2人組から、連絡を受ける。
やがて顔を合わせた大介達から、ムーン・ドリームが自分達の前世であることを聞かされる。そして異星人の7人の科学者達は、母星が戦争で滅亡した後に基地内で伝染病が流行り、地球に降りる派とそれは許されない派に分かれて争い、結局地球に降りることはなく、一人また一人と病で死亡したことを知る。非業の死についてを知らされた亜梨子達は、度々月基地メンバーで集まる“会合”を開くようになる。しかし数度目の会合日、亜梨子に無理矢理同行した輪が、自身を2度目の転生を経た元・秋海棠であると告げ、ムーン・ドリームが前世である立証のため、現存する月基地を遠隔操作するための7つのキィ・ワードを集めようとする。互いに話すことで、他のメンバーの記憶を次々に呼び起こす“同調連鎖”が起こり、前世の世界の年表が作られるようになる。
しかし、輪の前世は、実は秋海棠ではなかった。輪は本当の秋海棠-笠間 春彦に接触し、前世の件で晴彦を責め、弱みを握る。春彦は輪に脅迫されて紫苑を名乗り、前世の仲間たちと接触。春彦が、松平 タカシの世話役である田村 一登に助けを求めたことで、事態はヤクザも加えての騒動に発展してしまう。田村は輪から春彦たちを守ろうと、友人の弟の超能力者・薬師丸未来路に協力を求める。キィ・ワードを集めるための輪の行動は激化していくが、母親は前世の記憶に振り回され別人のようになった輪を不審に思い「貴方は誰なの?」と言ってしまい、輪は失踪する。
ムーン・ドリームにあらわれる前世は、徐々にその全貌を現していった。前世の月基地では、亜梨子の前世である聖母のような美女・木蓮は男性たちから慕われていた。木蓮は特殊な環境で育っており、世間知らずゆえに軋轢もあったが、徐々に互いになじんでいく。木蓮を慕う玉蘭・秋海棠、玉蘭を嫌い、「特別な存在」である木蓮に反発しながら気になる紫苑、木蓮は紫苑に惹かれ、槐は玉蘭を一途に慕い、女友達の繻子蘭は槐を見守っていた。母星滅亡後、地球降下をめぐってメンバーは対立、地球降下を主張する紫苑が監禁される。木蓮が好きなのは玉蘭だと思っている紫苑は、木蓮に「君を愛している」と告げ、孤立した玉蘭を助けるのと引き換えに木蓮の純潔を求め、木蓮は悩んだ末紫苑の提案を受け入れるが、その行為はレイプ同然だった。この一件の後木蓮は倒れる。木蓮は、セックスで消えるはずの額のキチェ（キチェ＝サージャリアンの証）が消えなかった事や行き違いから、紫苑に愛されていないと思い込む。しかし、木蓮を暴行したかどで幽閉された紫苑を救おうと、わたし達はもう夫婦だと告げて婚約を申し出、紫苑は木蓮の言葉に深い癒しを得る。二人はすれ違ったまま思い合うようになり、本当は愛されていないという互いの思い違いが、現世での事件につながっていく。事件を月基地に残された7人は、ひとり、またひとりと病に倒れ、メンバーは死と残される恐怖に追い詰められていく。残りが秋海棠、紫苑、木蓮となった時、秋海棠がワクチンの開発に成功するが、すでに自身は発病していた上にワクチンは一人分だけだった。秋海棠は木蓮を手に入れた紫苑への復讐のため、紫苑をひとり月基地に残すために、両者にワクチンを打ったと装いながら、紫苑だけに打っていた。秋海棠の死後、木蓮は発病。母星の宗教での教えから自殺したら転生できないと信じる木蓮は、「決して自ら命を絶たないで」と紫苑に願い、再会のために残酷な願いをしたこと、彼をひとり残すことに苦しみ、紫苑を残して逝ってしまう。紫苑は最愛の木蓮の死を看取り、ワクチンが自分にしか打たれていなかったことを知る。紫苑は木蓮の遺言を守り、月基地で一人地球を見守りながら、次第に正気を失っていった。紫苑は狂気の中で9年生き、何かの装置を作り上げて、ひとり月で死んだ。そして彼らは地球に転生した。
未来路との戦いで、傷ついた輪は、子どものような心を持つ浮浪者のブンさんに保護される。
前世の記憶に引きずられる輪は、紫苑が思い描く地球人類が（自分たちの星のように）戦争で滅びないように月基地から黒聖歌を放出し地球上の植物をコントロールすること、輪自身が思い描く月基地の破壊との間で揺れ動く。7人全員のキーワードを集めた輪は改修の終わった東京タワーの秘密の操作室から月基地へ向けてキーワードを発信する。しかし、紫苑が孤独の9年間のうちに作り上げていた装置は黒聖歌による地球上の植物コントロールではなく、愛する木蓮が聖書（キサナド）を歌う姿の立体映像装置であった。月基地の自爆装置も聖書（キサナド）によって繁殖した植物のために動作しなかった。
輪は紫苑の記憶からも解放され、それでも亜梨子を愛し、9歳差の恋人として過ごして行く。

## 登場人物
主要キャラクターである7人の前世の詳細については、後述の月基地メンバーの項目を参照。
声はOVA / ドラマCD（『ボクを包む月の光』第14巻付録、および『別冊花とゆめ』2014年11月号付録）のもの。一人のみ表記はOVAのみ。
坂口 亜梨子（さかぐち ありす）
声 - 白鳥由里
主人公。木蓮の生まれ変わりである、石蕗高校の1年生。元から内気な性格ではあったが、北海道から人の多い東京への転校で気後れしており、未だ馴染めずにいる。近所付き合いの関係や年上である事から輪の面倒を何かと見ているが、よくイジメられては泣いている。男子からの人気が高いらしいが、彼女自身にその自覚はない。
動植物の感情が理解でき、幼いころは動植物からも好奇心に満ちた注目を集めていた。歌手の大貫妙子のような不思議な歌声を持ち、前世の夢「ムーン・ドリーム」を見た後、歌を聴かせた植物の成長をわずかに促進するようになり、迅八たちは彼女自身が木蓮であるという確信を深める。しかし、最初の夢以降は前世の夢を見なかったこと、木蓮が月基地の男性陣のマドンナであったことから、徐々に「あたしなんかが木蓮さんの筈がない」と考えるようになり、遂に会合を辞退するようになるが、物語後半に僅かずつ起こっていた前世の記憶と能力の覚醒が、京都・奈良への修学旅行中に春彦の促しで一気に加速。高熱で倒れながらも木蓮として完全に覚醒した後は、木蓮同様に額に赤い四つ葉の痣“キチェ”が現れた能力者―キチェ・サージャリアン（作中用語の項目参照）として、キサナドの歌で植物に強く働きかけることができるようになる。物語の前半ではいたずらっ子の輪を苦手としているが、前世の因縁を超え、小学生の輪を異性として愛するようになる。
小林 輪（こばやし りん）
声 - 冬馬由美
紫苑の生まれ変わりであり、亜梨子の住むマンション隣室の夫妻の一人息子である小学生。名前の由来は母（声 - 川島千代子）が“輪廻”から付けたもので、『やがて死んでも、次の時代で会えるように』との意味がある。漫画とイタズラとガムが好きで、動植物に触れた経験が少ないためにその扱いが分からないという、典型的な都会っ子である。隣りに引っ越して来た亜梨子に憧れ、気を引きたいのだが、幼いためイタズラばかりしてしまい、亜梨子を怯えさせてしまう。ベランダ事故を期に、亜梨子に婚約を迫り、事故の後ろめたさから亜梨子はそれを受け入れてしまう。
覚醒後は紫苑としての記憶に加え、紫苑の知識とサーチェス・パワー（作中用語の項目参照）も蘇り、テレポートや念動力を扱う天才少年となる。容姿の特徴は秋海棠そのもので、彼ら二人は前世と見た目が入れ替わっている。前世は戦災孤児であり、その過酷な記憶に苦しむ。目覚めた超能力を駆使して“Sくん”として暗躍し、月基地を遠隔操作する装置として東京タワーを改造しようとする。表向きは秋海棠として紫苑に従う振りをしつつ、月基地メンバーに月基地操作のためのキィ・ワードを集めるよう促すが、やがてその手段はどんどん強引さを増していく。
小椋 迅八（おぐら じんぱち）
声 - 森川智之
玉蘭の生まれ変わりである、亜梨子のクラスメイト。単純明快・直情型で喧嘩っ早い。亜梨子に恋心を抱いていたが、木蓮だと知ってからはそれに拍車が掛かり、紫苑の存在に何かと神経を尖らせるようになる。親友の一成とは、クラスメイトであった中学時代から夢について話し合っており、前世でベッド・インした件を話しているところを亜梨子に見られ、一時はホモと誤解されてしまう。
玉蘭として覚醒した後も超能力はほとんど使えず、テレポート出来たのは2回のみ。念動力もブロックを僅かに持ち上げる程度で、他では突発的な事態に無意識にしか発揮していない。しかしそれでも転生後の方が力は強くなったらしく、玉蘭と違って制御ピアスがなくとも、力を使って見せている。
錦織 一成（にしきおり いっせい）
声 - 置鮎龍太郎
槐の生まれ変わりである、亜梨子の同級生。ストレートの黒髪をボブカットにした、中性的な容貌。一成には槐から受け継いだテレパス（受信のみの精神感応）能力があり、ムーン・ドリームは無意識に能力で迅八と同じシーンを見ていた。実はオカルト誌“BOO”の愛読者らしく、同誌を利用して仲間を探そうと言い出した張本人。物語開始時は1人だけ3組だったが、序盤で2年に進級した際のクラス替えで、再び迅八と3組でクラスメイトになっている。
当初の迅八とのホモ説は亜梨子の誤解だったが、次第に前世の記憶に感化されてしまい、髪を伸ばしたり、迅八を意識するようになり、木蓮に拘る迅八と仲違いしてしまう。しかしやがて前世で女友達だった桜の励ましで、槐が玉蘭の親友になれる男に生まれ変わりたいと思っていたこと、自分は槐ではなく一成であることなど、いち早く前世に向き合い、槐とは別人として、彼女の思いを受け止めるようになる。前世に振り回される彼らの気持ちを「未来へ」向けるきっかけになった。
姓は錦織一清、名は三宅一生からとった（作者談）。「一清」の音読と同じなのは偶然の一致。
笠間 春彦（かさま はるひこ）
声 - 山口勝平
秋海棠の生まれ変わりである、おっとりとした気の優しい少年。心臓が悪くて入退院を繰り返していたがこの程回復し、中学3年生から復学しているが本来は高校2年生。街中で起こした発作を助けられて以来、田村とは家族ぐるみの親交を持つ。
幼少時から時折ムーン・ドリームを見ており、そうとは知らずにテレポートを使い体を壊していた（超能力は使った人間を激しく疲労させる）。輪と出会ってほぼ完全に前世を思い出し、かつて秋海棠が犯した過ちを盾に輪に脅される。追い詰められた末に川に投身自殺を図り、一成と桜に発見されて一命を取り留める。母がインド系ハーフ、父は松平建設の建築設計技師（第3巻で、田村が輪に襲われて入院した際、輪が作成した設計図を確認していた）で東京タワー改築計画の関係者の日本人というクォーターであるため、左の口元にホクロはあるが浅黒い肌と真っ黒な髪という紫苑に瓜二つな容貌で、それにより輪の命令で他メンバーには前世は逆の人物と思い込ませ、紫苑と名乗る。サーチェスは前世と同様、輪には遠く及ばない。
国生 桜（こくしょう さくら）
声 - 松井菜桜子
繻子蘭の生まれ変わりである、横浜在住の女子高生。前世では槐の友人だった。気が強いが、槐の一途さと美しさに憧れており、槐の髪型を真似て背まで伸ばした髪をワンレングスにしている。前世の繻子蘭同様、亜梨子達との合流後は一成と頻繁に会うようになり、迅八への物想いに悩む一成の相談にも乗る内、春彦の投身自殺現場を発見する。
土橋 大介（どばし だいすけ）
声 - 飛田展男
月基地のリーダー・柊の生まれ変わりである、川崎在住の高校生。メンバーの中で一番最初に前世を思い出していた人物。亜梨子達が雑誌に投稿した呼び掛けに、手紙で返信した事で合流。7歳の頃から見ていたムーン・ドリームの影響で、天体観測サークルに入る。事故にあった際に、同じ車に乗っていた彼女が、前世での神サージャリムの名を呼んだことで月基地メンバーと気付く。会合でも前世同様にリーダー的存在になる。輪に弟を人質にとられ、最後の悲劇の責任も詰問された末に、キィ・ワードを奪われた。

### 現世
田村 一登（たむら かずと）
声 - 小杉十郎太
タカシの世話役。京都の孤児院育ちで、元は暴走族の参謀長。チンピラながら弟を養っていたが、19歳の時にタカシの父である土建屋・ヤクザの松平 羅王蔵に拾われて更生し、今に至る。弟が多摩川に投身自殺した呵責から、タカシや弟によく似た春彦を身体を張ってでも守ろうとする。料理が得意。春彦からは恩人としても友人としても信頼が厚い。輪に脅されたタカシに代わって輪と対面し、超能力でボロボロにされた。その場へ春彦が現れたことから、月基地にまつわる話を知らされ、事件に徐々に深入りするようになる。
薬師丸 未来路（やくしまる みくろ）
声 - 関俊彦
田村の友人・北斗の義理の弟で、地球人では最強レベルの超能力者。表情が少なく淡々と喋る。現在は20歳の大学生。実の母にはそのESP能力のために疎まれ、代理出産を務めた北斗の母・薬師丸顕子（やくしまる あきこ）に引き取られて育つ。田村に相談を受けた北斗が弟を紹介し、春彦やタカシを守る為に“Mくん”として輪に対峙し、超能力バトルを繰り広げる。
本作ラストでは、度々勧誘されていたESPの研究を行うアメリカの機関・EPIA（国際連邦科学情報局）へ入って渡米したことが朧気に示されている。『偶然が残すもの  記憶鮮明II』や『ボクを包む月の光』では入るまでの経緯やその後が描かれている。
松平 タカシ（まつだいら たかし）
声 - 千葉一伸
建設会社社長のドラ息子。父が東京タワーの改装計画を請け負っていたため、輪に脅迫される。世話役の田村に依存し、田村が可愛がる春彦に嫉妬している。暴走族・爆桃の頭だが、父に与えられたようなものらしい。やがて脅迫を恐れ、京都に転校する。
ブンさん
母の拒絶で家出して行き倒れていた輪を保護した、ホームレス男性。子どものような純粋な性格。ESP能力による現象を感知したり人の感情を読み取ることに長けていたため、周囲に気味悪がられ、人々から孤立していた。その力で、何も語らない輪が帰れないことに気付き、保護していた。以来、“銀太”の偽名を名乗る輪をとても可愛がり、養おうと道路工事に精を出すようになる。

### 前世

#### 月基地メンバー
大母星を中心に高度な文明で栄えた異星人であり、辺境の地球“KK＝101”を監視している。紫苑によれば基地の設備は「極めつきにレトロ」で、かなり軽視されていた。彼らの身長はわずか数cmで、基地施設なども相応に小さいため、地球人には現在に至っても発見されていない。駐在メンバーは男女合わせて7人だったが、仮母星シアとの通信途絶後、まもなく伝染病が発生して全滅する。なお、彼らの植物と同じ名前は、似た名前の植物が地球にあることから木蓮がつけたあだ名である。
木蓮（モクレン） / レーン / コウ＝ハス＝セイ＝テ＝モク＝レン（シン＝ラキ＝セイ＝テ＝モク＝レン）
声 - 篠原恵美
才色兼備な女性生物学者であり、月基地男性陣のマドンナ。動植物と感情を通わせる特別な存在キチェ・サージャリアンで、木蓮が歌うキサナドという歌は植物を急成長させる。その異常促進力は、何度か月基地の機能を停止させた。輝くブロンドに豊かな胸、象牙色の肌をした聖女然とした美女だが、本来はおてんばで天然、面食いかつ感受性の強い性格。キチェス養育施設“楽園（パラダイス）”で育ったため、ふとした折に服を忘れる場合があり、紫苑と玉蘭に全裸姿を披露してしまうが、羞恥心が皆無ではないらしい。地球の大気になりたいというのが口癖。
全てに恵まれた選ばれた存在に見えるが、その特別さゆえに波乱に満ちた少女時代を過ごす。パラダイスにて、元キチェ・サージャリアンの両親の間に生まれたキチェス。キチェ・サージャリアンは性交すると能力が失われるため、国によって結婚は禁止されているが、両親はそれを破って木蓮を儲け、家族から逃亡していた。暫くは一般社会で両親と共に生活していたが、3歳の時にキチェ・サージャリアンの家族に与えられる生活保障金を得ようとした祖父母に連れ去られ、養女とされ、パラダイスに入園させられる。一度は奪還しに来た父と逃亡し両親と暮らすが、父の死により母は木蓮と暮らすことが困難になったうえ亡くなったので、再び楽園へ戻される。その後はキチェスの最長老の寵愛を受け、付き人であるリアン＝モードの支えを受けながら成長していくが、その経歴や反抗的な言動などにより、才能にあふれ将来を嘱望されながら、異端児であった。
成人後、少女時代からの心の励みであった美しい辺境の惑星KK＝101（地球）が人員募集を行っているの知り、周囲の反対を押し切って応募した。月基地に蔓延した伝染病により、紫苑1人を残して亡くなる。
かつて自分の来世（亜梨子）の夢を見た。夢の内容を紫苑に話している場面が、亜梨子が最初に見たムーン・ドリームである。
キィ・ワード - 紫苑のフルネーム「ザイ＝テス＝シ＝オン」
紫苑（シオン） / シ＝オン / ザイ＝テス＝シ＝オン
声 - 速水奨 （幼少：冬馬由美）/ 沢城みゆき
衛星―テス出身の戦災孤児で、天才的エンジニア。口の悪い褐色の肌のイケメン。戦時下のテスでは幼いころサーチェスで殺人を犯した事もあったが、高い知能と強力なサーチェスを持っていたのを買われてシアの孤児院で保護され育つ。学生時代は常に成績はトップクラスで女子の人気もあったが、生い立ちの所為か攻撃的な性格で協調性に欠けているため、周囲には煙たがられたり付き合いが長続きせず、恋人は取っ替え引っ替えであった。玉蘭・秋海棠とは同級生で、特に玉蘭には、強いコンプレックスとライバル意識を持っている。成人後も難のある性格は変わらず、遂に厄介払いとして政府命令により月基地への出向スタッフとなる。地球のマンガが大好き。紆余曲折の末に木蓮と結ばれるが、程なくして木蓮が他界。秋海棠の陰謀により、月基地にただ独り取り残され、狂気の中9年生き、死亡。その時間は亜梨子達と輪の年齢差となり、輪は9年間の記憶をほとんど思い出せなかった。狂気の中、愛する木蓮を自由に歌わせてやるために、彼女の立体映像装置を開発。基地は木蓮の歌で植物が生い茂り、機能停止していた。
紫苑も学生時代に来世の夢を見たが、木蓮と違い、内容はほぼ覚えていなかった様子。
キィ・ワード - 「早くどこかへ帰りたい」
玉蘭（ギョクラン） / ギョク / オ＝アンティ＝シャ＝ギョク＝ラン
声 - 森川智之
紫苑のライバルの、考古学者。紫苑達同様のサーチェスだが、自身では制御が利かず、パワーを抑えるためのピアスを付けている。愛情ある恵まれた家庭で育った。品行方正な優等生で、幼馴染で孤児の紫苑を心配して親友を名乗り、家に呼ぶなど積極的に関わっていた（その行為は紫苑を傷つけてもいた）。優秀な紫苑に強い劣等感があり、紫苑は玉蘭が自分にかまうのは優越感や虚栄心があると感じてその無頓着さを嫌っていた。木蓮に片想いしていた男性陣の中では1番親しく、告白もしていた。謎の病原体による伝染病に感染し、最初に亡くなる。
キィ・ワード - 「木蓮を永遠に愛す」
名前はモクレンもしくはハクモクレンの漢名。作中、その事を知らされた玉蘭は木蓮との結び付きを感じ、より一層好意を掻き立てられる事になるが、実は作者は命名には語感のみで決めていて、後に知ったとのこと。
秋海棠（シュウカイドウ） / シウ / レム＝サイ＝ネ＝シウ＝カイドウ
声 - 松本保典
サーチェスを持つ、医学博士。おっとりした大人しいロマンチストで、青年時代に学校ではよく玉蘭の後ろにおり、月基地では木蓮の茶飲み友達であった。幼い頃から病弱だった為に生への執着が強く、伝染病発生後に必死にワクチンを開発するも、完成した矢先に自身の発病を知る。苦悩の末、ずっと愛して見ているしか出来なかった木蓮を、汚しながらも手に入れた紫苑への妬みから、残る紫苑と木蓮の2人にワクチンを接種したと見せ掛け、紫苑にだけ接種して独り取り残そうと謀った。
キィ・ワード - 木蓮と聴いた地球の楽曲―“流浪の民”の一節から「夢に楽土求めたり」
槐（エンジュ） / エン＝ジュ / ト＝フェコ＝ロール＝エン＝ジュ
声 - 鷹森淑乃
テレパス能力を持つ、女性古生物学者。肩下まであるストレートヘアをワンレングスにしており、芯は強いが内向的で物静か。玉蘭・秋海棠の大学院時代からの友人の1人で、玉蘭をずっと一途に愛しており、彼を追って月基地メンバーとなる。木蓮を想っていた玉蘭は、槐と度々肉体関係を持ちながらも、決定的な恋人にはしなかった。月基地で紫苑が好意的に接していた、数少ないメンバー。
キィ・ワードは「玉蘭のそばにいたい」。
繻子蘭（シュスラン） / シュス＝ラン / ロキ＝シ＝アノール＝シュス＝ラン
声 - 松井菜桜子
槐の大親友の女性科学者。玉蘭・秋海棠とも大学院時代から友人。ショートカットで口が悪いという勝気な性格だが、実は7人の中では一番打たれ弱い。すぐにキレる質で、月基地では何度も秋海棠にトランキライザーを打たれている。少々男性不信で、玉蘭を追って月基地メンバーに立候補した槐への保護者意識で同じくメンバーとなる。槐の女性らしい美しさと一途な思いに憧れており、少々コンプレックスがある。伝染病による2番目の死亡者。
キィ・ワード - 3度更新して3度とも「エンジュのお守りはもうごめん」
柊（ヒイラギ） / ラギ / オク＝タコ＝サノール＝ヒイ＝ラギ
声 - 飛田展男
月基地のリーダーであった、言語学者。ややロマンチストで責任感が強いが、小心者。本星との連絡が途絶した後、このまま月基地に閉じ込められるよりも地球へ降下しようとの提案を、責任感から却下。キィ・ワードを集める事も堅く禁じた。伝染病に3番目に感染し、比較的早く亡くなってしまう。
キィ・ワード - 自分のフルネーム「オク＝タコ＝サノール＝ヒイ＝ラギ」

#### シア星系の人々
環境汚染や戦乱で住めなくなっていた“大母星”の復活による大母星の奪い合い―“星間戦争”で戦場と化した衛星―“テス”を離れ、紫苑達の世代には仮母星―“シア”・“セダ”・“カヤ”をメインに他の惑星にも生活の場を移していた。紫苑達がKK＝101へ出発後も彼らの文明は戦争を繰り返し、遂には星系ごと消滅するに至った、と月基地では仮母星からの通信途絶を結論付ける（真相は不明）。この星間戦争後の星系については、『BIRTH - 記憶鮮明3』において、月基地とは別の生き残りに関する話が語られている。
ラズロ / ディ＝コモ＝テ＝ラ＝ズロ
声 - 有本欽隆 / 平田広明
優秀だったが、幼少期に戦場で自衛の為であれ殺人を犯した紫苑の、親代わりの保護監察士―ヴィーダとなった髭面の男性。紫苑の良き理解者として生活を始めた矢先、交通事故で死亡。ラズロが「悔しいなら幸せになれ」と紫苑に言った後、こっそりと笑う練習をする様になった紫苑の本当の笑顔が見たいという思いから、悪天候の中でプレゼントを買いに行き、道中で事故死、紫苑の未来が本当の笑顔で満たされる事をサージャリムに祈って死んだ。ラズロとキャーは紫苑にとって家族に、ラズロの家は故郷そのものとなり、共に暮らした78日間で交わした言葉の数々は、その後の彼の心に深く残った。
キャー、キャーJr.
声 - 林玉緒 / 小桜エツコ
ラズロのパートナーで、ジーニャン星系の珍獣。その姿は、二足歩行する人間大のネコで、初めて対面した者は例外なく悲鳴をあげた事が名の由来（ただし本人は滅多に鳴く事が無い）。知能は人間の子供並みで、言葉を話す事は出来ないらしい。ラズロ曰く、サーチェス・パワーを“食べる”。そのぬくもりで、戦災孤児として深く傷ついた紫苑の心を癒した。ラズロと共に事故死。
紫苑は後にキャーの同族をペットショップで購入し、キャーJr.と名付ける。月基地赴任に伴って紫苑の育った孤児院の施設長リアン＝カーシュに預けられるが、リアン＝カーシュの死後は紫苑が居ない寂しさで病気になったのも手伝って、ある動物病院の医者に引き取られた。

## 作中用語
ムーン・ドリーム
地球に転生した月基地メンバー7人が見ていた夢のこと。命名は大介。前世の異星人としての記憶で、亜梨子が夢を見たのを契機に、メンバー探しが始まる。必ず前夜の続きが見られる訳ではない為、多少内容が前後する場合もある。また結局はそれぞれの視点からの記憶なので、同じ出来事でも人によっては捉え方が大分違ったり、1人だけが知る後日談などもある。迅八と一成の夢だけが連動していたのは、一成のテレパスによる。
同調連鎖
シア星系の言葉で、1つの発言から次々に考えや記憶を発展させていくこと。これを利用して、輪はメンバー各人の覚醒を促し、キィ・ワードを思い出させようとしていた。
キィ・ワード
輪が集めていた、7つのパスワード。月基地研究スタッフが1人1つずつ設定し、コンピュータに入力したもの。全員のキィ・ワードを設定順に正確に入力すると、月基地の機器全てを起動させる権限が与えられるというもので、中には地球を破壊させるだけの兵器も存在した。その為、メンバーが互いにキィ・ワードを教え合う事は柊が堅く禁じていた。が、シア星系が全滅したことで、紫苑は月基地に留まるのではなく地球に降下することを提案。紫苑はキィ・ワードを集めだし、諍いが起きた。

### 前世
大母星
シア星系の人類発祥の星。星系内で随一の文明を誇ったが、人口増加により近隣惑星への大移住が始まる。その後、乱開発による公害などで異常気象が続き、地震や極地の氷の流出による水位上昇と洪水が多発。遂には人類の居住不可能な状態になり、放棄せざるを得なくなってしまう。だがキチェス達の懸命な活動により奇跡的な回復を遂げるものの、各星は大母星の独占を巡り、星間戦争が勃発。紫苑達のKK＝101赴任時には、戦争は戦場をテスに移しての30年に渡るものであった。月基地メンバーは、仮母星からの戦争激化による待機の報や星系の一切の反応が突如消滅した事から、とうとう何らかの兵器により星系全体が滅亡したと推測し、シア星系の人類として生き残ったのは月基地の7名のみと結論付ける。
テス
大母星の衛星。30年前より星間戦争の戦場となった事で、紫苑が生まれた頃には荒廃。紫苑の故郷として、その洗礼名の一部になっている。
シア
大母星と同星系の惑星。シアには最も多く人が移り、仮母星と呼ばれた。月基地への報は、セダ・カヤの一斉攻撃を受けたというのが最後で、程なくしてシア星系内の一切の反応が消滅した。
セダ
大母星と同星系内にあった、中くらいの惑星。最初にテスに侵攻し、星間戦争を引き起こした。
カヤ
大母星と同星系内にあった、小さめの惑星。セダの侵攻に対しテスを守ろうと、シアとテスで共闘する。
KK=101
シア星系内での地球のコードネーム。“KK”の意味は「田舎、辺境」。シア星系とは遠く離れた辺境の未開地という認識で、研究スタッフは月面上の基地から、地球上の環境・文化・政治などあらゆる面を観測しており、干渉は禁止されていた。しかしその最終目的は、万一の場合の地球移住＝地球への侵略にあった。だが生き残ったメンバー7人も謎の伝染病を発病した為、地球に病原体を持ち込まないよう、月基地で死ぬしかないという末路を辿った。
サージャリム
大母星を発祥地とし、シア星系の人々の半数以上が信仰する唯一神。その恵みをあらゆる生命体に注ぎ、シア星系すべてを創り出した創造主とされている。その姿は、黄金の羽をもつ女性。この宗教の起源・提唱者については不明。
サーチェス・パワー
サージャリムの恵みとされている、超能力とほぼ同義。地球のESPとは質が異なるとされる。その種類は透視やテレパシー、予知能力、念動力、テレポートなど多岐に渡る。シア星系人の10人に１人が持っている。月基地メンバーの中では木蓮と紫苑が強力な使い手で、他にも玉蘭と秋海棠、槐はテレパス能力のみ持っていた。

### キチェス
キチェ＝サージャリアン
多くのサーチェス能力者の中でも、生まれながらにして額に赤い四つ葉の痣―キチェを頂く者達。サージャリムの御使いとされ、特に人間と自然とを仲介する特殊能力を持つ。遺伝ではなく、1億分の1の確率という完全な突然変異で生まれる。何故か性交渉によりその資格・能力を失う為、童貞・処女でいるのが必須とされているので、キチェスの結婚はあまり歓迎されない。キチェス同士の子供として生まれた木蓮は、極めて稀な例。男女比は2：98で、男性のキチェスはほとんどが短命。
聖書（キサナド）
全318章から成る、サージャリムを讃える聖歌を纏めた聖書。独特の節と音階を持つ曲が付き、キチェスの単なる歌声でも植物の成長は加速するが、キサナドは更にその効果を高める。
黒聖歌
キサナド第49章。この章をキチェスが歌うと、植物は枯れてしまう。しかし実は植物はただ眠るだけで、キチェスが再生歌を歌えばまた再生する。国家にもリム・リアン評議会にも、その存在自体を秘密にされているキチェス間の最高機密。
伝承
大昔、キチェスの人数は多かったがその力を恐れる時の権力者により、魔女狩りなどの迫害に遭っていた。一般の人々も怖がってサージャリムやキチェスの名すら口に出さなくなると、これに怒ったサージャリムがキチェスを隠してしまい、ある日響いた奇妙な歌声で世界中の緑が枯れてしまった。為す術もなかった人々が懸命に悔い改めると、ようやくキチェスが生まれるようになり、世界に緑も戻った。それからは世界中でキチェスが生まれる割合が大きく減ってしまい、国が厚く保護するようになった。
実際は迫害に怒ったキチェス達が黒聖歌を歌ってしまい、自責の念から自害した。この真実は、キチェスの間でのみ口伝えに教えられる。
楽園（パラダイス）
国によるキチェス養育施設で、一般社会から隔離されている。数が極めて少ないため、この施設やキチェス管理局によって保護・管理される。キチェスは3歳になると親元から離され、20歳の成人までこの施設で養育される。キサナドや祭祀などを教えられ、特殊教育を受ける。裸体が理想とされ、楽園での生活ではずっと全裸。成人後は学校などの社会に出る事も出来るが、国の行事やセレモニーに出る役目がある。
生活保証保護金
希少であり突然変異で生まれるキチェスを、國が保護するシステム。キチェスを生んだ夫婦は国から終生に渡る生活保証が与えられる。

## 書誌情報

### 単行本
- 日渡早紀 『ぼくの地球を守って』 白泉社〈花とゆめコミックス〉、全21巻
  1. 1987年6月25日発行、ISBN 4-592-11485-X
  2. 1987年10月25日発行、ISBN 4-592-11486-8
  3. 1988年3月25日発行、ISBN 4-592-11487-6
  4. 1988年6月25日発行、ISBN 4-592-11488-4
  5. 1988年11月25日発行、ISBN 4-592-11489-2
  6. 1989年3月25日発行、ISBN 4-592-11490-6
  7. 1989年7月25日発行、ISBN 4-592-11506-6
  8. 1989年12月25日発行、ISBN 4-592-11507-4
  9. 1990年5月25日発行、ISBN 4-592-11508-2
  10. 1990年10月25日発行、ISBN 4-592-12190-2
  11. 1991年2月25日発行、ISBN 4-592-12191-0
  12. 1991年6月25日発行、ISBN 4-592-12192-9
  13. 1991年11月25日発行、ISBN 4-592-12193-7
  14. 1992年4月発行、ISBN 4-592-12194-5
  15. 1992年9月発行、ISBN 4-592-12195-3
  16. 1992年12月発行、ISBN 4-592-12196-1
  17. 1993年4月発行、ISBN 4-592-12197-X
  18. 1993年9月発行、ISBN 4-592-12198-8
  19. 1993年12月発行、ISBN 4-592-12199-6
  20. 1994年4月発行、ISBN 4-592-12200-3
  21. 1994年8月発行、ISBN 4-592-12215-1

### 文庫版
- 日渡早紀 『ぼくの地球を守って』 白泉社〈白泉社文庫〉、全12巻
  1. 1998年3月18日発行（3月13日発売[21]）、ISBN 4-592-88401-9
  2. 1998年3月18日発行（3月13日発売[22]）、ISBN 4-592-88402-7
  3. 1998年3月18日発行（3月13日発売[23]）、ISBN 4-592-88403-5
  4. 1998年6月17日発行（6月12日発売[24]）、ISBN 4-592-88404-3
  5. 1998年6月17日発行（6月12日発売[25]）、ISBN 4-592-88405-1
  6. 1998年6月17日発行（6月12日発売[26]）、ISBN 4-592-88406-X
  7. 1998年9月発行（9月11日発売[27]）、ISBN 4-592-88407-8
  8. 1998年9月発行（9月11日発売[28]）、ISBN 4-592-88408-6
  9. 1998年9月発行（9月11日発売[29]）、ISBN 4-592-88409-4
  10. 1998年12月発行（12月15日発売[30]）、ISBN 4-592-88410-8
  11. 1998年12月発行（12月15日発売[31]）、ISBN 4-592-88411-6
  12. 1998年12月発行（12月15日発売[32]）、ISBN 4-592-88412-4

### 愛蔵版
- 日渡早紀 『ぼくの地球を守って』 白泉社〈ジェッツコミックス〉、全10巻
  1. 2004年6月発行、ISBN 4-592-14201-2
  2. 2004年6月発行、ISBN 4-592-14202-0
  3. 2004年7月発行、ISBN 4-592-14203-9
  4. 2004年7月発行、ISBN 4-592-14204-7
  5. 2004年8月発行、ISBN 4-592-14205-5
  6. 2004年8月発行、ISBN 4-592-14206-3
  7. 2004年9月発行、ISBN 4-592-14207-1
  8. 2004年9月発行、ISBN 4-592-14208-X
  9. 2004年10月発行、ISBN 4-592-14209-8
  10. 2004年10月発行、ISBN 4-592-14210-1

### 関連書籍
- 『花とゆめメモリアル ぼくの地球を守ってトリビュート』 白泉社〈花とゆめコミックススペシャル〉、2009年8月10日発行（8月5日発売[33]）、ISBN 978-4-592-19809-3

## イメージアルバム
- ぼくの地球を守って- 1988年 ビクターエンタテインメント[34]
- 音楽：野見祐二、溝口肇 他[35]。LPとCDがある。
  - 曲目

  1. 1991 TOKYO
  2. GREEN～緑のささやき
  3. あ・ぶ・な・いBubble Gum Boy～輪～
  4. 月のきざはし～ありす～ （歌：大貫妙子）
  5. V.S.ESP Power
  6. Moon Light Anthem～槐1991 （歌：新居昭乃）
  7. Prelude～黎明 （歌：畑弥生）
  8. Fuga～星間戦争
  9. Scene～キーワード
  10. Etude～転生幻想
  11. Aria～紫苑と木蓮
  12. In Paradisum～転生

  - 歌手の新居昭乃は当時スランプだったが、原作のおもしろさに触発され槐のイメージ曲「Moon Light Anthem -槐 1991-」を作り、これをきっかけにシンガーソングライターの仕事に戻っていった[36]。

- 日渡早紀 MEMORIAL COLLECTION ぼくの地球を守って～ アクマくん魔法（マジック）★SWEET：1992年
  - 1988年のCDを『アクマくん魔法★SWEET』のイメージアルバムとカップリングした２枚組[37]

## OVA
1993年からOVAがリリースされた。全6話。序盤の内容は原作にほぼ忠実だが、最終話はオリジナルの展開であり、伏線は回収されず原作の半分ほどで終わる。現世中心のストーリーで、物語の重要部分である紫苑の学生時代や木蓮の生い立ちは語られない。省かれた月のエピソードは、のちにラジオドラマになっている。
1995年に「総集編完全版～亜梨子から輪くんへ～」「ミュージック・イメージ・ビデオ～金色の時、流れて～」が発売された。
OVAは、NHK衛星第2の「夏休みアニメ劇場」などでテレビでも放送された。2001年にはDVDが全4巻構成で発売された。DVD最終巻には、総集編完全版とミュージック・イメージ・ビデオが収録されている。

### スタッフ
- 原作 - 日渡早紀
- 監督・構成 - やまざきかずお
- 監督補佐 - 川崎逸朗（第2話以降）
- キャラクターデザイン - 後藤隆幸
- 美術監督 - 池田祐二（第2話まで）、長崎斉（第3話以降）
- 撮影監督 - 高橋明彦
- 編集 - 辺見俊夫、船見康恵
- 音楽 - 溝口肇
- 音響監督 - 浦上靖夫、小林克良
- プロデューサー - 前田哲也、桜井裕子、石川光久
- 制作 - Production I.G
- 製作 - 白泉社、ビクターエンタテインメント、イング

### 歌
エンディングテーマ「時の記憶」
作詞 - 錦織貴子、ARION / 作曲・編曲 - 菅野よう子 / 歌 - SEIKA
挿入歌 「Aria～紫苑と木蓮～」
歌 - 森谷美月

### 各巻リスト
1993-1994年のバージョン。
| 巻数  | サブタイトル   | 演出           | 作画監督       | 総作画監督 | 発売日         |
| ----- | -------------- | -------------- | -------------- | ---------- | -------------- |
| 第1巻 | 覚醒（めざ）め | 川崎逸朗       | 後藤隆幸       | -          | 1993年12月17日 |
| 第2巻 | 出会い         | わたなべひろし | わたなべひろし | 後藤隆幸   | 1994年2月25日  |
| 第3巻 | 月の記憶       | 川崎逸朗       | 後藤隆幸       | -          | 1994年3月25日  |
| 第4巻 | 想い           | 千葉大輔       | 高岡希一       | 後藤隆幸   | 1994年5月27日  |
| 第5巻 | E・S・P        | 川崎逸朗       | 後藤隆幸       | -          | 1994年7月22日  |
| 第6巻 | 転生、そして…… | 川崎逸朗       | 後藤隆幸       | -          | 1994年9月23日  |

英語版では、6巻分が一つのパッケージにまとめられている。

### サウンドトラック
- ぼくの地球を守って オリジナル・サウンドトラック VOL.1：1994年、ビクターエンタテインメント
  - OVAとCDシネマから全25曲を収録[38]
- ぼくの地球を守って イメージ・サウンドトラック VOL.2：1994年、ビクターエンタテインメント
  - 音楽：溝口肇、菅野よう子　他
  - 曲とともに原作シーンを再現したミニドラマが収録されている。
- ぼくの地球を守って イメージ・サウンドトラック VOL.3：1994年、ビクターエンタテインメント
  - 溝口肇、新居昭乃、Gabriela Robin、菅野よう子 他

### ミュージック・イメージ・ビデオ
「ミュージック・イメージ・ビデオ～金色の時、流れて～」、ビクターエンタテインメント、1995年。監督：やまざきかずお
- 曲目
  1. Prologue〜金色の時流れて
  2. 三日月の寝台
  3. 夢のすみか
  4. Moon Light Anthem〜槐1991
  5. Ring
  6. 融けてゆく時間
  7. 時の記憶
  8. Epilogue:Etude〜転生幻想

## ラジオ番組
関連のラジオ番組として、1993年7月11日から1993年10月3日までの毎週日曜日23時から23時30分に文化放送・ラジオ大阪でアニラジ番組「ラジメーションMOONWAVE・ぼくの地球を守って」が放送されていた。パーソナリティーは速水奨と白鳥由里だった。
番組内容はリスナーから、月にまつわる不思議現象の報告や「ぼくの地球を守って」の世界観に関する質問、各キャラクターの性格や特徴に関する質問の他に、普通のお便りも紹介していた。他のキャラクターを演じている声優をゲストとしてスタジオに呼んだり、主題歌を歌う新居昭乃を呼んでリスナーからの質問に答えたりフリートークをした。また、前世のエピソードのラジオドラマも放送していた。番組終了後も作品への人気が高く、1994年12月にイベントが行なわれた。

## ドラマCD
1993年
- 「文化放送系ラジメーション ぼくの地球を守って CDシネマ 1　懐しい惑星」
- 「文化放送系ラジメーション ぼくの地球を守って CDシネマ 2　未来への回帰」

音楽：溝口肇、OP「三日月の寝台」歌：新居昭乃、ED「夢のすみか」歌：浜田理恵
文化放送のラジオドラマをCD化したものである。ラジオドラマの声のキャストはOVAと同じで、OVAで省かれた前世の月基地での話が描かれている。
2014年
2014年9月19日発売の『ボクを包む月の光』コミックス14巻初回限定版（ISBN 978-4-592-10558-9）に収録された。本作のシオン、ラズロ、キャーが登場するドラマCDである。収録時間は出演者座談会を含めて約60分である。
キャスト
- 紫苑（シオン） - 沢城みゆき
- ラズロ - 平田広明
- キャー - 小桜エツコ